# رودي بيل
رودي بيل (بالإنجليزية: Rudy Bell)‏ هو لاعب كرة قاعدة أمريكي، ولد في 1881 في واوسو في الولايات المتحدة، وتوفي في 28 يوليو 1955 في ألباكركي في الولايات المتحدة.